# Кеннет Енгер
Ке́ннет Енгер (англ. Kenneth Anger, власно англ. Kenneth Wilbur Anglemeyer, 3 лютого 1927 — 11 травня 2023) — американський режисер, сценарист та письменник, один з головних представників американського кіноавангарду 1950-х—1960-х років, який практично самотужки створював свої фільми. Його називають «одним із перших в Америці відкритих режисерів-геїв», що випустив кілька фільмів на тему ЛГБТ ще до того як гомосексуальність було легалізовано в США.
Сповідував вчення телеми, створене Алістером Кроулі. Мав IX Ступінь в O.T.O. (Орден Східного Храму).

## Біографія
Кеннет Енгер народився 3 лютого 1927 року в містечкові Санта-Моніка, штат Каліфорнія, США.

## Цитата
Уривок з роману Роберта Ірвіна «Ложа чорнокнижників» (Satan Wants Me, 1999), в якому описується фільм Енгера «Урочисте відкриття храму насолод» (зауваження: в текстові книги використовується інша транскрипція прізвища режисера).

«Відкриття храму насолод» я дивився вже за п'ятим разом. Не рахуючи нас з Гренвіллем, публіка складалася з кіноманів, які вважали, що дивляться фільм. Але насправді Енджер поставив ритуал, який прирікав їх душі на прокляття. «Відкриття храму насолод» — це збіговисько оккультистів. Після огорнутих димом титрів йдуть заклики до Гора — Коронованого дитя. Великий звір, Шіва, та його дружина Калі вітають гостей на обрядові. Серед запрошених перебувають Ліліт, Ізіда, Пан та Астарта. Роль Гекати виконував сам Енджер. Чезаре — сомнамбул з фільму «Кабінет доктора Калігарі» — воскреслий та бере участь в заході в ролі швейцара, а привид Кроулі, який з'явився в блакитнуватому димкові, невідступно йде за учасниками обряду. Яскравий блиск та надмір плоті зачаровують око. Це схоже на психоделічний мюзикл, відзнятий в лавці лихваря, де все відполіровано до блиску.

Джерело: Ирвин, Роберт. Ложа чернокнижников: Роман / Перевод с англ. В.Симонова.— Спб.: «Симпозиум», 2005.—512с. ISBN 5-89091-283-6

## Особисте життя
Кеннет Енгер був геєм.

## Факти
- Перший примірник свого фільму «Феєрверки» Кеннет Енгер продав професорові Альфреду Кінсі.

## Фільмографія
- 1947 — Феєрверки / Fireworks
- 1949 — Червоно-коричневий момент / Puce Moment
- 1953 — Eaux d'artifice
- 1954 — Урочисте відкриття храму насолод / Inauguration of the Pleasure Dome
- 1963 — Сходження скорпіона / Scorpio Rising
- 1965 — Kustom Kar Kommandos / Kustom Kar Kommandos
- 1969 — Пробудження мого демонічного брата / Invocation of My Demon Brother
- 1980 — Сходження Люцифера / Lucifer Rising
- 2000 — Не куріть цю сигарету / Don't Smoke That Cigarette
- 2002 — Людина, яку ми хочемо повісити / The Man We Want To Hang